# آنا مارشيسيني
آنا ريتا مارشيسيني كانت ممثلة وممثلة صوتية وكوميدية وانطباعية وكاتبة إيطالية. وكانت أيضا عضوًا في المجموعة المصورة المعروفة باسم Il Trio (الثلاثي).

## السيرة الذاتية
تخرجت مارشيسيني من تخصص علم النفس من جامعة سابينزا في روما في عام ١٩٧٥وحضرت في العام التالي من أكاديمية سيلفيو داميكو الوطنية للفنون المسرحية. بدأت حياتها المهنية على خشبة المسرح وكممثلة صوتية: في عام ١٩٨٢، خلال جلسة دبلجة، التقت بماسيمو لوبيز، وبالتعاون مع توليو سولينغي، أسسوا Il Trio ، والتي ظهرت لأول مرة على راديو Rai Radio 2 مع Hellzapoppin في برنامجة الإذاعي.
بعد النجاح الكبير الذي حققته Hellzapoppin ، شارك الثلاثي في العديد من البرامج التلفزيونية مثل Domenica في ونسخة 1986 من Fantastico وشاركوا في إصدارات مهرجان سانريمو الموسيقي للأعوام ١٩٨٦و ١٩٨٧ و١٩٨٩.
في عام١٩٩٠، وصل الثلاثي إلى ذروة النجاح مع محاكاة ساخرة لأليساندرو مانزوني The Betrothed ، والتي تم بثها على قناة Rai 1 في 5 حلقاتجنبا إلى جنب مع Solenghi و Lopez ، قدمت مارشيسيني عرضين مسرحيين على المسرح: Allacciare le cinture di sicurezza (اربطوا أحزمة المقاعد) في عام ١٩٨٧ وفي عصر بريشيبو إيل تريو (في البداية، كان هناك الثلاثي) في عام ١٩٩٠.
تم حل الثلاثي في عام ١٩٩٤، بسبب إرادة الممثلين الثلاثة للعمل كعازفين منفردون،  ولكن لم شملهم للمرة الأخيرة في عام٢٠٠٨ للاحتفال بالذكرى السنوية الخامسة والعشرين مع البرنامج التلفزيونيNon esiste più la mezza stagione.
.
بصفتها عازفه منفردها، شاركة Marchesini في العديد من البرامج التلفزيونية ، مما أعطى انطباعات عن العديد من الشخصيات الشهيرة، مثل Gina Lollobrigida وRita Levi-Montalcini.
منذ عام ٢٠٠٠، بدأت مارشيسيني أيضًا حياتها المهنية في الكتابة بمجموعات متعددة من القصص والمونولوجات الهزلية القصيرة ، مثل che siccome che sono cecata (منذ أن أصبحت كفيفًا، ٢٠٠٠، نقلاً عن إحدى أشهر عباراتها الشهيرة،  Il terrazzino dei gerani timidi (شرفة نبات إبرة الراعي الخجولة، ٢٠١١) وموسيرين (Gnats ، ٢٠١٣).
أهم أعمالها كممثلة صوتية في تقديم الصوت الإيطالي يزما في The Emperor's New Groove.

### الحياة الشخصية
كانت مارشيسيني متزوجة من الممثل باكي فالنتي من عام١٩٩١ حتى طلاقهما في عام ٢٠٠١. وأنجبا معًا ابنة واحدة، فيرجينيا.

## التلفاز
مع الثلاثي:
الأحد في (١٩٨٥–١٩٨٦)
رائعة (١٩٨٦-١٩٨٧)
مهرجان سانريمو الموسيقي ١٩٨٦ (١٩٨٦)
مهرجان سانريمو الموسيقي ١٩٨٧ (١٩٨٧)
مهرجان سانريمو الموسيقي ١٩٨٩ (١٩٨٩)
لم يعد منتصف الموسم موجودًا (٢٠٠٨)
كعازف منفرد:
أولئك الذين... كرة القدم (١٩٩٧-٢٠٠١)
مهرجان سانريمو الموسيقي ١٩٩٩ (١٩٩٩)
مهرجان سانريمو الموسيقي ٢٠٠٢ (٢٠٠٢)

## الموت
بعد أن عانت لسنوات عديدة من التهاب المفاصل الروماتويدي، توفيت مارشيسيني في منزلها في أورفيتو في قالب:٣٠ تموز ٢٠١٦ ، عن عمر يناهز٦٢ عامًا.تم حرق جثة مارشيسيني ودفنها في كنيسة العائلة في مقبرة أورفيتو.